# Guillermo Soria
Guillermo Soria Ortega, conocido como Soria (Granada, 3 de enero de 1932-ibídem, 18 de mayo de 2013), fue un humorista gráfico español que ha publicado viñetas durante muchos años, principalmente,  en los diarios granadinos Patria e Ideal.

## Biografía
Soria nació en el granadino barrio de La Magdalena el 3 de enero de 1932. Hijo menor de los tres (Andrés y Enrique son sus hermanos mayores) que, en un intervalo de cinco años, tuvieron sus padres, Andrés Soria Aedo y Trinidad Ortega Sánchez. No era ajena su familia al arte ya que su tío Francisco Soria Aedo (1898-1965) es un gran pintor de la escuela granadina a la que también pertenecen artistas como López Mezquita o Rodríguez-Acosta, entre otros, aunque siempre considerase a los artistas plásticos en una categoría superior a la que correspondería a los dibujantes de humor. Desde pequeño siente ya una gran atracción por el dibujo humorístico y por la caricatura. Siempre recordará que en su casa leía y releía los números de La Codorniz que su padre compraba habitualmente. Y desde muy pequeño ya empezó a realizar sus propios dibujos y monigotes inspirados en la gran revista de humor en la que muchos años después publicara, con enorme satisfacción, sus propios trabajos. Tras estudiar en el colegio de los hermanos maristas, se matricula en la Facultad de Derecho de la Universidad de Granada donde obtiene la licenciatura de Derecho. Años después obtendría por oposición una plaza de funcionario en el Ayuntamiento de Granada donde desempeñó su labor hasta su jubilación en 1997. También obtuvo a comienzos de los 80 la licenciatura de periodismo en la Universidad Complutense de Madrid. Sin descuidar nunca sus tareas funcionariales y sin olvidar el gran cariño que sentía por el trabajo periodístico, él siempre se consideró fundamentalmente como dibujante de humor, su verdadera y auténtica pasión. 

## Trayectoria profesional
Soria comienza a publicar sus primeras viñetas en el diario Patria de Granada, de forma esporádica desde 1954 y como dibujante oficial desde finales de 1957. Al principio influenciado por grandes dibujantes locales como López-Sancho o Miranda, va poco a poco definiendo un estilo de dibujo humorístico propio e inconfundible. Hasta el cierre de Patria en febrero de 1983 publicó cientos de viñetas, caricaturas, tiras cómicas e ilustraciones que recogen su peculiar visión de los acontecimientos de su ciudad y del mundo. Cabe destacar ya desde entonces su gran afición al fútbol, al que dedica infinidad de viñetas y en las que no faltan innumerables referencias al equipo de su corazón: el Granada CF. A partir de 1983, Soria comienza a publicar sus trabajos en el diario Ideal de Granada, donde continúa ofreciendo su peculiar visión de lo que ocurre ya sea cercano o lejano, polémico o laudatorio, con cierta acidez pero nunca sin amabilidad.
Ya desde entonces no deja de aparecer en sus viñetas ese sol inconfundible que es una segunda firma ("mi tatuaje", "mi logo personal", como lo llamaba personalmente). Soria publicó su última viñeta el 4 de mayo de 2013. Falleció solo dos semanas después, el 18 de mayo. Aunque el grueso de la producción gráfica de Soria lo encontramos en Patria e Ideal, en su trayectoria profesional también publicó múltiples trabajos, además de las colaboraciones en numerosas revistas profesionales, en diarios de información general como La Hoja del Lunes de Granada, El Correo de Andalucía de Sevilla, Pueblo de Madrid; en los diarios deportivos Marca y As; o las revistas de humor La Codorniz, El Ciervo, El Cocodrilo, Balalaika, La Golondriz y El virus mutante.

## Libro
Publicó Granos y Granillos en 1997, una antología de viñetas seleccionadas por él mismo.

## Exposiciones
Las viñetas de Soria han aparecido en exposiciones temáticas con aportaciones de varios autores. Como curiosidad cabe destacar que en abril de 1961 se celebró en la Casa de América de Granada una exposición de sus chistes publicados en Patria que, según este diario, fue la primera exposición sobre humor gráfico celebrada en la ciudad. En septiembre de 2007 se celebró en la Casa de los Tiros de Granada la exposición titulada: "Sonrisas de Granada: un siglo de "monos" y humor gráfico" donde se expuso la obra de los grandes humoristas granadinos del siglo XX, entre los que destacan López Sancho, Miranda, Martinmorales y el propio Soria.